# Якобсон, Симон

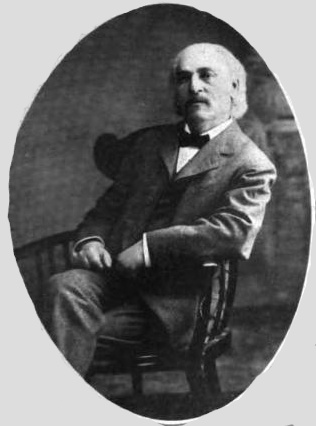

Симон Якобсон (нем. Simon Elias Eberhard Jacobsohn; 24 декабря 1839, Митава — 3 октября 1902, Чикаго) — германско-американский скрипач и музыкальный педагог еврейского происхождения.
Начал заниматься музыкой в Риге у местного концертмейстера Эдуарда Веллера, с 1858 г. учился в Лейпцигской консерватории у Фердинанда Давида. В 1859 г. дебютировал как солист с Оркестром Гевандхауса. С 1860 г. работал концертмейстером в Бремене, руководил также струнным квартетом.
В 1872 г. по приглашению дирижёра Теодора Томаса отправился в США, чтобы занять место концертмейстера в его оркестре. Затем несколько лет возглавлял отделение скрипки в Колледже музыки Цинциннати, где среди его учеников были, в частности, Макс Бендикс и Наан Франко. Наконец, в 1887 г. перебрался в Чикаго, где провёл остаток жизни. Основал собственную школу скрипачей и любительский оркестр. Выступал как первая скрипка в струнном квартете, где вторую скрипку играл также на некоторое время обосновавшийся в Чикаго Теодор Томас; впрочем, в некоторых произведениях Якобсон уступал Томасу первый пульт. В последние годы вместе со своим многолетним ассистентом Йозефом Ольхайзером преподавал в Чикагском колледже музыки.